# Saint-Paul-lès-Romans
Saint-Paul-lès-Romans település Franciaországban, Drôme megyében. Lakosainak száma 1927 fő (2022. január 1.). Saint-Paul-lès-Romans Châtillon-Saint-Jean, Beauregard-Baret, Chatuzange-le-Goubet, Eymeux, Génissieux, Romans-sur-Isère és Saint-Lattier községekkel határos.

## Népesség
A település népessége az elmúlt években az alábbi módon változott:
| Lakosok száma | 865  | 1301 | 1401 | 1626 | 1794 | 1814 | 1822 | 1829 | 1858 | 1927 |
|               | 1968 | 1982 | 1990 | 2006 | 2013 | 2015 | 2017 | 2019 | 2020 | 2022 |